# Vanilla aphylla
Vanilla aphylla Blume, 1825 è una pianta della famiglia delle Orchidacee, originaria dell'Asia.

## Descrizione
V. aphylla, comunemente chiamata "orchidea senza foglie" è un'orchidea di taglia grande, che cresce sugli alberi della foresta tropicale di latifoglie (epifita). Lo stelo, a crescita monopodiale, è carnoso, ramificato, un po' appiattito, angolare, con molti internodi di 6 - 8 centimetri, di colore verde scuro e porta  foglie ridotte a semplici scaglie che non si notano nell'insieme della pianta. La fioritura avviene in autunno mediante un'infiorescenza molto breve portante 3 o 4 fiori. Questi sono molto eleganti, grandi mediamente 3 centimetri, di breve durata, con petali e sepali di forma lanceolata, ad apice acuto, verde o gialli chiaro con tendenza al rossastro e labello caratteristico, a forma di imbuto con all'interno numerosissime escrescenze appendicolari.

## Distribuzione e habitat
V. aphylla   è una pianta originaria dell'Asia, e più precisamente di Myanmar, Laos, Thailandia, Vietnam, Malaysia penninsulare e isola di Giava, dove cresce epifita sugli alberi della foresta tropicale di latifoglie, a quote inferiori ai 500 metri sul livello del mare..

## Coltivazione
Questa specie richiede esposizione alla luce piena, e temperature elevate per tutto il corso dell'anno, Nella stagione della fioritura richiede frequenti irrigazioni.